# Anouska Koster
Anouska Koster (Anouska Helena Koster de son nom complet), née le 20 août 1993 à Zwaagwesteinde est une coureuse cycliste néerlandaise.

## Biographie
En 2015, au Grand Prix de Gippingen, elle s'échappe avec Edwige Pitel et la bat au sprint.
En 2016, elle remporte le classement de la meilleure jeune du Tour du Qatar.
En 2017, au Tour de Belgique, elle est sixième du prologue. Au départ de la dernière étape, Marianne Vos sa leader est deuxième du classement général derrière Jolien D'Hoore mais dans la même seconde. Anouska Koster est toujours sixième du classement général. Elle fait partie de l'échappée de onze coureuses qui se forme peu avant le Valkenberg. Lors du premier passage du mur de Grammont, Anouska Koster et Ruth Winder se montrent les plus à l'aise. Dans le peloton, Marianne Vos accélère et provoque une sélection. Dans le Bosberg qui suit, un regroupement se produit. Anouska Koster repart immédiatement avec Coryn Rivera. Toutefois, cette dernière n'est pas relayée, la Néerlandaise protégeant sa leader Marianne Vos. Au kilomètre quatre-vingt huit lors de la deuxième ascension du mur, Anouska Koster file de nouveau avec Ruth Winder. Marianne Vos laisse partir. La poursuite ne s'organisant pas, Anouska Koster s'impose devant Ruth Winder. Elle gagne le classement général et le classement de la meilleure jeune au passage.
Le 19 octobre 2020, il est annoncé qu'elle rejoindra la nouvelle équipe Team Jumbo-Visma en 2021.
Au Simac Ladies Tour, Anouska Koster est dixième du contre-la-montre. Sur la quatrième étape, elle part loin de l'arrivée alors que la pluie se met à tomber. Son avance atteint deux minutes. À trente kilomètres de l'arrivée, Katarzyna Niewiadoma passe à l'offensive. Elle est suivie par Chantal Blaak et Marianne Vos. Sur l'impulsion, Anouska Koster est reprise. Le lendemain, Marianne Vos s'impose au sprint. Elle est quatrième du classement général final et vainqueur du classement par points. Anouska Koster est la meilleure grimpeuse.

## Palmarès sur route

### Par années
- 2011
  - 3e du championnat des Pays-Bas du contre-la-montre juniors
- 2013
  -  Championne des Pays-Bas sur route universitaire
- 2014
  - 5e du championnat d'Europe sur route espoirs
- 2015
  - Grand Prix de Gippingen
  - 3e du Tour d'Overijssel
  - 4e du championnat d'Europe sur route espoirs
- 2016
  -  Championne des Pays-Bas sur route
  - 3e étape du Tour de Norvège
  - 3e du Drentse 8
  - 3e du Contre-la-montre par équipes de l'Open de Suède Vårgårda
  - 3e du Tour de Norvège
- 2017
  - Gracia Orlova :
    - 2e étape du Gracia Orlova
    - 2e du classement général

  - Tour de Belgique :
    - Classement général
    - 3e étape

  - 2e du championnat des Pays-Bas sur route
- 2019
  - 4e étape du Tour de l'Ardèche
- 2020
  - 3e du championnat des Pays-Bas sur route
- 2021
  - 3e de la Kreiz Breizh Elites Dames
- 2022
  - 3e du championnat des Pays-Bas du contre-la-montre
  - 7e du Tour de Scandinavie
- 2023
  - 3e du Festival Elsy Jacobs
  - 6e du Circuit Het Nieuwsblad
- 2024
  - Kreiz Breizh Elites Dames
  - 3e du Festival Elsy Jacobs à Luxembourg
  - 3e du Saint-Feuillien Grand Prix de Wallonie

### Résultats sur les grands tours

#### Tour d'Italie
10 participations
- 2011 : 31e
- 2013 : 92e
- 2015 : 30e
- 2017 : 37e
- 2019 : 61e
- 2021 : 39e
- 2022 : 16e
- 2023 : 22e
- 2024 : 44e
- 2025 : 38e

#### Tour de France
2 participations
- 2023 : 40e
- 2024 : 75e

#### Tour d'Espagne
1 participation
- 2025 : abandon (7e étape)

### Classements mondiaux
| Année                                 | 2012 | 2013 | 2014 | 2015 | 2016 | 2017 | 2018 | 2019 | 2020 | 2021 | 2022 | 2023 | 2024 |
| ------------------------------------- | ---- | ---- | ---- | ---- | ---- | ---- | ---- | ---- | ---- | ---- | ---- | ---- | ---- |
| Classement UCI                        | 354e | nc   | 128e | 55e  | 59e  | 48e  | 86e  | 177e | 144e | 96e  | 70e  | 65e  | 116e |
| UCI World Tour                        |      |      |      |      | 53e  | 74e  | 75e  | 101e | 103e | 83e  | 44e  | 65e  | 120e |
|                                       |      |      |      |      |      |      |      |      |      |      |      |      |      |
| Légende : nc = non classéSource : UCI |      |      |      |      |      |      |      |      |      |      |      |      |      |